# Walerij Marisow
Walerij Konstantinowicz Marisow (ros. Вале́рий Константи́нович Ма́рисов, ur. 10 października?/23 października 1915 w Astrachaniu, zm. 18 stycznia 1992 w Iżewsku) – radziecki polityk, działacz partyjny, członek KC KPZR (1971–1986), Bohater Pracy Socjalistycznej (1982).

## Życiorys
W 1931 skończył siedmioletnią szkołę, pracował m.in. jako pomocnik maszynisty, od września 1935 do października 1940 studiował w Instytucie Industrialnym w Gorkim, od 1940 członek WKP(b), w latach 1940–1944 był kolejno szefem warsztatu remontowego, inżynierem, starszym majstrem i zastępcą szefa warsztatu Wotkińskiego Zakładu Inżynieryjnego Ludowego Komisariatu Uzbrojenia ZSRR w Udmurckiej ASRR, 1944–1947 pracował w Miejskim Oddziale NKGB/MGB w Iżewsku jako starszy pełnomocnik operacyjny. Od 1947 zastępca sekretarza Komitetu Miejskiego w Wotkińsku, potem zastępca sekretarza fabrycznego komitetu WKP(b), w latach 1951–1953 partyjny organizator WKP(b)/KPZR w fabryce, 1953–1957 kierownik Wydziału Przemysłowo-Transportowego Udmurckiego Komitetu Obwodowego KPZR. Od 1961 do 20 grudnia 1963 sekretarz, a od 21 grudnia 1963 do 13 grudnia 1985 I sekretarz Udmurckiego Komitetu Obwodowego KPZR, od 8 kwietnia 1966 do 30 marca 1971 zastępca członka, a od 9 kwietnia 1971 do 25 lutego 1986 członek KC KPZR, od grudnia 1985 na emeryturze. Delegat na XIX, XXIII, XXIV, XXV i XXVI Zjazdy KPZR. W latach 1966–1989 deputowany do Rady Najwyższej ZSRR od 7 do 11 kadencji. W latach 1955–1985 deputowany do Rady Najwyższej Udmurckiej ASRR od 4 do 11 kadencji.

## Odznaczenia
- Medal Sierp i Młot Bohatera Pracy Socjalistycznej (30 sierpnia 1982)
- Order Lenina (trzykrotnie – 25 października 1971, 14 lutego 1975 i 30 sierpnia 1982)
- Order Rewolucji Październikowej (22 października 1985)
- Order Czerwonego Sztandaru Pracy (dwukrotnie – 20 czerwca 1958 i 23 października 1965)

I medale.